# Julie Nelson
Julie Nelson (4 giugno 1985) è una calciatrice nordirlandese, difensore del Crusaders Strikers e centrocampista della nazionale nordirlandese.

## Carriera

### Nazionale
Nelson veste le maglie delle nazionali giovanili nordirlandesi dalla Under-15 alla Under-19 prima della sua convocazione con la nazionale maggiore, in occasione dell'edizione 2004 dell'Algarve Cup.
Nel corso dello svolgimento delle qualificazioni, nel gruppo C, all'Europeo di Inghilterra 2022, Nelson è la prima calciatrice a raggiungere le 100 presenze con la nazionale maggiore, e in quello stesso frangente festeggia, dopo aver chiuso il girone a pari punti (14) con il Galles, l'accesso alla fase finale come seconda classificata dietro la Norvegia per una migliore differenza reti rispetto all'altra nazionale del Regno Unito.
Confermata in rosa dal commissario tecnico Kenny Shiels, inserendola nella lista delle 23 calciatrici annunciata il 27 giugno 2022, il 7 luglio 2022, nella sconfitta per 4-1 contro la Norvegia, Nelson ha segnato il primo gol nella storia degli Europei per la Nazionale femminile dell'Irlanda del Nord. Con lo stesso gol, Nelson è diventata anche la donna più anziana a segnare nella storia degli Europei, a 37 anni e 33 giorni.